# Дзюдо на літніх Олімпійських іграх 2020 — кваліфікація
У змаганнях з дзюдо на літніх Олімпійських іграх 2020 зможуть виступити загалом 386 дзюдоїстів. Кожний Олімпійський комітет може бути представлений одним спортсменом у кожному виді програми, максимум 14 спортсменів. 14 квот зарезервовано для країни-господарки Японії. Ще 20 квот отримають спортсмени за рішенням Трьохсторонньої комісії. 
Спортсмени будуть отримувати ліцензії відповідно до кваліфікаційного олімпійського рейтингу, який формує Міжнародна федерація дзюдо (IJF), остаточний варіант якого буде опубліковано 25 травня 2020 року.
Найкращі 18 спортсменів кожної вагової категорії отримують ліцензію. Якщо серед них є два або більше представників однієї країни, тоді Національний олімпійський комітет країни вирішує який спортсмен поїде на змагання, а ліцензія що звільнилася, переходить до наступного спортсмена рейтингу.
Окрім цього передбачений розподіл ліцензій за континентальними квотами (для Європи: 13 чоловіків, 12 жінок; для Африки: по 12 спортсменів; для Америки: 10 чолоовіків, 11 жінок; для Азії: по 10 спортсменів; для Океанії: по 5 спортсменів). Ці ліцензії будуть надані дзюдоїстам за спільним рейтингом усіх вагових категорій, але не більше ніж одна ліцензія для однієї НОК.
Для участі у турнірі змішаних команд кожна НОК повинна мати принаймні 6 дзюдоїстів з індивідуальними ліценціями, що відповідають специфіці вагових категорій командного турніру.

## Підсумки кваліфікації
| НОК                                 | Чоловіки | Чоловіки | Чоловіки | Чоловіки | Чоловіки | Чоловіки  | Чоловіки     | Жінки    | Жінки    | Жінки    | Жінки    | Жінки    | Жінки    | Жінки       | змішані | Загалом |
| НОК                                 | до 60 кг | до 66 кг | до 73 кг | до 81 кг | до 90 кг | до 100 кг | понад 100 кг | до 48 кг | до 52 кг | до 57 кг | до 63 кг | до 70 кг | до 78 кг | понад 78 кг | Команда | Загалом |
| ----------------------------------- | -------- | -------- | -------- | -------- | -------- | --------- | ------------ | -------- | -------- | -------- | -------- | -------- | -------- | ----------- | ------- | ------- |
| Албанія (ALB)                       |          | Так      |          |          |          |           |              |          |          |          |          |          |          |             |         | 1       |
| Алжир (ALG)                         |          |          | Так      |          |          |           |              |          |          |          |          |          |          | Так         |         | 2       |
| Ангола (ANG)                        |          |          |          |          |          |           |              |          |          | Так      |          |          |          |             |         | 1       |
| Аргентина (ARG)                     |          |          |          | Так      |          |           |              | Так      |          |          |          |          |          |             |         | 2       |
| Вірменія (ARM)                      |          |          | Так      |          |          |           |              |          |          |          |          |          |          |             |         | 1       |
| Австралія (AUS)                     |          |          |          |          |          |           |              |          |          |          | Так      | Так      |          |             |         | 2       |
| Австрія (AUT)                       |          |          |          | Так      |          |           | Так          |          |          | Так      | Так      | Так      | Так      |             |         | 6       |
| Азербайджан (AZE)                   | Так      | Так      | Так      | Так      | Так      | Так       | Так          | Так      |          |          |          |          |          | Так         |         | 9       |
| Білорусь (BLR)                      |          | Так      |          |          |          | Так       |              |          |          |          |          |          |          | Так         |         | 3       |
| Бельгія (BEL)                       | Так      |          |          | Так      |          | Так       |              |          | Так      |          |          |          |          |             |         | 4       |
| Бенін (BEN)                         |          |          |          |          | Так      |           |              |          |          |          |          |          |          |             |         | 1       |
| Бутан (BHU)                         | Так      |          |          |          |          |           |              |          |          |          |          |          |          |             |         | 1       |
| Боснія і Герцеговина (BIH)          |          |          |          |          |          |           |              |          |          |          |          |          |          | Так         |         | 1       |
| Бразилія (BRA)                      | Так      | Так      | Так      | Так      | Так      | Так       | Так          | Так      | Так      |          | Так      | Так      | Так      | Так         | Так     | 13      |
| Болгарія (BUL)                      | Так      |          |          | Так      |          |           |              |          |          | Так      |          |          |          |             |         | 3       |
| Буркіна-Фасо (BUR)                  |          |          | Так      |          |          |           |              |          |          |          |          |          |          |             |         | 1       |
| Камерун (CMR)                       |          |          |          |          |          |           |              |          |          |          |          | Так      |          | Так         |         | 2       |
| Канада (CAN)                        |          |          | Так      | Так      |          | Так       |              |          | Так      | Так      | Так      |          |          |             |         | 6       |
| Кабо-Верде (CPV)                    |          |          |          |          |          |           |              |          |          |          | Так      |          |          |             |         | 1       |
| Чад (CHA)                           |          |          |          |          |          |           |              |          |          |          |          | Так      |          |             |         | 1       |
| Чилі (CHI)                          |          |          |          |          |          |           |              | Так      |          |          |          |          |          |             |         | 1       |
| Китайський Тайбей (TPE)             | Так      |          |          |          |          |           |              | Так      |          | Так      |          |          |          |             |         | 3       |
| Колумбія (COL)                      |          |          |          |          |          |           |              | Так      |          |          |          |          |          |             |         | 1       |
| Коморські Острови (COM)             |          |          |          | Так      |          |           |              |          |          |          |          |          |          |             |         | 1       |
| Коста-Рика (CRC)                    |          | Так      |          |          |          |           |              |          |          |          |          |          |          |             |         | 1       |
| Хорватія (CRO)                      |          |          |          |          |          |           |              |          |          |          |          | Так      | Так      | Так         |         | 3       |
| Куба (CUB)                          |          |          | Так      |          | Так      |           | Так          |          |          |          | Так      |          | Так      | Так         |         | 6       |
| Чехія (CZE)                         |          |          |          |          | Так      |           | Так          |          |          |          |          |          |          |             |         | 2       |
| Кот-д'Івуар (CIV)                   |          |          |          |          |          |           |              |          |          | Так      |          |          |          |             |         | 1       |
| Демократична Республіка Конго (COD) |          |          |          |          |          |           |              |          |          |          |          |          | Так      |             |         | 1       |
| Данія (DEN)                         |          |          |          |          |          |           |              |          |          |          | Так      |          |          |             |         | 1       |
| Джибуті (DJI)                       |          |          | Так      |          |          |           |              |          |          |          |          |          |          |             |         | 1       |
| Домініканська Республіка (DOM)      |          |          |          |          | Так      |           |              |          |          |          |          |          |          |             |         | 1       |
| Еквадор (ECU)                       | Так      |          |          |          |          |           |              |          |          |          | Так      |          | Так      |             |         | 3       |
| Єгипет (EGY)                        |          | Так      |          | Так      |          | Так       |              |          |          |          |          |          |          |             |         | 3       |
| Естонія (EST)                       |          |          |          |          |          | Так       |              |          |          |          |          |          |          |             |         | 1       |
| Фіджі (FIJ)                         |          |          |          |          |          | Так       |              |          |          |          |          |          |          |             |         | 1       |
| Франція (FRA)                       | Так      | Так      | Так      |          | Так      | Так       | Так          | Так      | Так      | Так      | Так      | Так      | Так      | Так         | Так     | 13      |
| Габон (GAB)                         |          |          |          |          |          |           |              |          |          |          |          |          | Так      |             |         | 1       |
| Гамбія (GAM)                        |          |          | Так      |          |          |           |              |          |          |          |          |          |          |             |         | 1       |
| Грузія (GEO)                        | Так      | Так      | Так      | Так      | Так      | Так       | Так          |          | Так      | Так      |          |          |          |             |         | 9       |
| Німеччина (GER)                     | Так      | Так      | Так      | Так      | Так      | Так       | Так          | Так      |          | Так      | Так      | Так      | Так      | Так         | Так     | 13      |
| Гана (GHA)                          |          |          |          |          | Так      |           |              |          |          |          |          |          |          |             |         | 1       |
| Велика Британія (GBR)               | Так      |          |          |          |          |           |              |          | Так      |          | Так      | Так      | Так      | Так         |         | 6       |
| Греція (GRE)                        |          |          |          | Так      |          |           |              |          |          |          |          | Так      |          |             |         | 2       |
| Гуам (GUM)                          |          |          |          | Так      |          |           |              |          |          |          |          |          |          |             |         | 1       |
| Гватемала (GUA)                     | Так      |          |          |          |          |           |              |          |          |          |          |          |          |             |         | 1       |
| Гвінея (GUI)                        |          |          | Так      |          |          |           |              |          |          |          |          |          |          |             |         | 1       |
| Гвінея-Бісау (GBS)                  |          |          |          |          |          |           |              |          | Так      |          |          |          |          |             |         | 1       |
| Гаїті (HAI)                         |          |          |          |          |          |           |              |          | Так      |          |          |          |          |             |         | 1       |
| Гондурас (HON)                      |          |          |          |          |          |           |              |          |          |          | Так      |          |          |             |         | 1       |
| Угорщина (HUN)                      |          |          |          | Так      | Так      | Так       |              | Так      | Так      | Так      | Так      |          |          |             |         | 7       |
| Збірна біженців (EOR)               |          |          | Так      |          | Так      |           | Так          |          |          | Так      | Так      | Так      |          |             | Так     | 6       |
| Індія (IND)                         |          |          |          |          |          |           |              | Так      |          |          |          |          |          |             |         | 1       |
| Ірландія (IRL)                      |          |          |          |          |          | Так       |              |          |          |          |          | Так      |          |             |         | 2       |
| Ізраїль (ISR)                       |          | Так      | Так      | Так      | Так      | Так       | Так          | Так      | Так      | Так      | Так      |          | Так      | Так         | Так     | 12      |
| Італія (ITA)                        |          | Так      | Так      | Так      | Так      |           |              | Так      | Так      |          | Так      | Так      |          |             | Так     | 8       |
| Ямайка (JAM)                        |          |          |          |          |          |           |              |          |          |          |          | Так      |          |             |         | 1       |
| Японія (JPN)                        | Так      | Так      | Так      | Так      | Так      | Так       | Так          | Так      | Так      | Так      | Так      | Так      | Так      | Так         | Так     | 14      |
| Йорданія (JOR)                      |          |          | Так      |          |          |           |              |          |          |          |          |          |          |             |         | 1       |
| Казахстан (KAZ)                     | Так      | Так      | Так      | Так      | Так      |           |              | Так      |          |          |          |          |          |             |         | 6       |
| Кірибаті (KIR)                      |          |          |          |          |          |           |              |          |          |          |          | Так      |          |             |         | 1       |
| Косово (KOS)                        |          |          | Так      |          |          |           |              | Так      | Так      | Так      |          |          | Так      |             |         | 5       |
| Киргизстан (KGZ)                    |          |          |          | Так      |          |           |              |          |          |          |          |          |          |             |         | 1       |
| Лаос (LAO)                          | Так      |          |          |          |          |           |              |          |          |          |          |          |          |             |         | 1       |
| Латвія (LAT)                        |          |          |          |          |          | Так       |              |          |          |          |          |          |          |             |         | 1       |
| Ліван (LBN)                         |          |          |          | Так      |          |           |              |          |          |          |          |          |          |             |         | 1       |
| Лівія (LBA)                         |          |          |          |          |          |           | Так          |          |          |          |          |          |          |             |         | 1       |
| Ліхтенштейн (LIE)                   |          |          |          |          | Так      |           |              |          |          |          |          |          |          |             |         | 1       |
| Литва (LTU)                         |          |          |          |          |          |           |              |          |          |          |          |          |          | Так         |         | 1       |
| Мадагаскар (MAD)                    |          |          |          |          |          |           |              |          |          |          | Так      |          |          |             |         | 1       |
| Малаві (MAW)                        |          |          |          |          |          |           |              | Так      |          |          |          |          |          |             |         | 1       |
| Маврикій (MRI)                      |          |          |          |          | Так      |           |              |          |          |          |          |          |          |             |         | 1       |
| Мексика (MEX)                       |          |          |          |          |          |           |              |          |          |          | Так      |          |          |             |         | 1       |
| Монако (MON)                        |          |          | Так      |          |          |           |              |          |          |          |          |          |          |             |         | 1       |
| Монголія (MGL)                      | Так      | Так      | Так      | Так      | Так      | Так       | Так          | Так      | Так      | Так      | Так      |          | Так      |             | Так     | 12      |
| Чорногорія (MNE)                    |          |          |          |          |          |           |              |          |          |          |          |          | Так      |             |         | 1       |
| Марокко (MAR)                       |          |          |          |          |          |           |              |          | Так      |          |          | Так      |          |             |         | 2       |
| Мозамбік (MOZ)                      |          | Так      |          |          |          |           |              |          |          |          |          |          |          |             |         | 1       |
| М'янма (MYA)                        |          |          |          |          |          |           |              |          |          |          | Так      |          |          |             |         | 1       |
| Непал (NEP)                         |          |          |          |          |          |           |              | Так      |          |          |          |          |          |             |         | 1       |
| Нідерланди (NED)                    | Так      |          |          | Так      | Так      | Так       | Так          |          |          | Так      | Так      | Так      | Так      | Так         | Так     | 10      |
| Нікарагуа (NCA)                     |          |          |          |          |          |           |              |          |          |          |          |          |          | Так         |         | 1       |
| Нігер (NIG)                         |          | Так      |          |          |          |           |              |          |          |          |          |          |          |             |         | 1       |
| Північна Македонія (MKD)            |          |          |          |          |          |           |              |          | Так      |          |          |          |          |             |         | 1       |
| Пакистан (PAK)                      |          |          |          |          |          | Так       |              |          |          |          |          |          |          |             |         | 1       |
| Палестина (PLE)                     |          |          |          | Так      |          |           |              |          |          |          |          |          |          |             |         | 1       |
| Панама (PAN)                        |          |          |          |          |          |           |              |          | Так      | Так      |          |          |          |             |         | 2       |
| Китай (CHN)                         |          |          |          |          |          |           |              | Так      |          | Так      | Так      | Так      | Так      | Так         |         | 6       |
| Перу (PER)                          |          | Так      |          |          |          |           |              |          |          |          |          |          |          |             |         | 1       |
| Філіппіни (PHI)                     |          |          |          |          |          |           |              |          |          |          | Так      |          |          |             |         | 1       |
| Польща (POL)                        |          |          |          |          | Так      |           | Так          |          | Так      | Так      | Так      |          | Так      |             |         | 6       |
| Португалія (POR)                    |          |          |          | Так      |          | Так       |              | Так      | Так      | Так      |          | Так      | Так      | Так         |         | 8       |
| Пуерто-Рико (PUR)                   |          |          |          | Так      |          |           |              |          |          |          |          | Так      |          | Так         |         | 3       |
| Катар (QAT)                         |          | Так      |          |          |          |           |              |          |          |          |          |          |          |             |         | 1       |
| Південна Корея (KOR)                | Так      | Так      | Так      |          | Так      | Так       | Так          | Так      | Так      | Так      | Так      | Так      | Так      | Так         | Так     | 13      |
| Молдова (MDA)                       |          | Так      | Так      |          |          |           |              |          |          |          |          |          |          |             |         | 2       |
| Румунія (ROU)                       |          |          | Так      |          |          |           | Так          |          | Так      |          |          |          |          |             |         | 3       |
| Росія (RUS)                         | Так      | Так      | Так      | Так      | Так      | Так       | Так          | Так      | Так      | Так      | Так      | Так      | Так      |             | Так     | 13      |
| Самоа (SAM)                         |          |          |          | Так      |          |           |              |          |          |          |          |          |          |             |         | 1       |
| Сан-Марино (SMR)                    |          |          |          |          | Так      |           |              |          |          |          |          |          |          |             |         | 1       |
| Саудівська Аравія (KSA)             |          |          | Так      |          |          |           |              |          |          |          |          |          |          |             |         | 1       |
| Сенегал (SEN)                       |          |          |          |          |          |           | Так          |          |          |          |          |          |          |             |         | 1       |
| Сербія (SRB)                        |          |          |          |          | Так      | Так       |              | Так      |          | Так      | Так      |          |          |             |         | 5       |
| Сейшельські Острови (SEY)           |          |          |          |          | Так      |           |              |          |          |          |          |          |          |             |         | 1       |
| Сьєрра-Леоне (SLE)                  |          |          |          | Так      |          |           |              |          |          |          |          |          |          |             |         | 1       |
| Словенія (SLO)                      |          | Так      |          |          |          |           |              | Так      |          | Так      | Так      |          |          | Так         |         | 5       |
| ПАР (RSA)                           |          |          |          |          |          |           |              | Так      |          |          |          |          |          |             |         | 1       |
| Іспанія (ESP)                       | Так      | Так      |          |          | Так      |           |              | Так      | Так      |          | Так      | Так      |          |             |         | 7       |
| Шрі-Ланка (SRI)                     |          |          | Так      |          |          |           |              |          |          |          |          |          |          |             |         | 1       |
| Судан (SUD)                         |          |          | Так      |          |          |           |              |          |          |          |          |          |          |             |         | 1       |
| Швеція (SWE)                        |          |          | Так      | Так      | Так      |           |              |          |          |          |          | Так      |          |             |         | 4       |
| Швейцарія (SUI)                     |          |          | Так      |          |          |           |              |          | Так      |          |          |          |          |             |         | 2       |
| Таджикистан (TJK)                   |          |          | Так      | Так      | Так      |           | Так          |          |          |          |          |          |          |             |         | 4       |
| Таїланд (THA)                       |          |          |          |          |          |           |              |          | Так      |          |          |          |          |             |         | 1       |
| Тринідад і Тобаго (TTO)             |          |          |          |          |          |           |              |          |          |          |          |          |          | Так         |         | 1       |
| Туніс (TUN)                         |          |          |          |          |          |           |              |          |          | Так      |          | Так      |          | Так         |         | 3       |
| Туреччина (TUR)                     | Так      |          | Так      | Так      | Так      |           |              | Так      |          |          |          |          |          | Так         |         | 6       |
| Туркменістан (TKM)                  |          |          |          |          |          |           |              |          | Так      |          |          |          |          |             |         | 1       |
| Україна (UKR)                       | Так      | Так      |          |          | Так      |           | Так          | Так      |          |          |          |          | Так      | Так         |         | 7       |
| Об'єднані Арабські Емірати (UAE)    |          |          | Так      |          |          | Так       |              |          |          |          |          |          |          |             |         | 2       |
| США (USA)                           |          |          |          |          | Так      |           |              |          | Так      |          |          |          | Так      | Так         |         | 4       |
| Уругвай (URU)                       |          |          |          | Так      |          |           |              |          |          |          |          |          |          |             |         | 1       |
| Узбекистан (UZB)                    | Так      | Так      | Так      | Так      | Так      | Так       | Так          |          | Так      |          | Так      | Так      |          |             | Так     | 10      |
| Вануату (VAN)                       |          |          |          | Так      |          |           |              |          |          |          |          |          |          |             |         | 1       |
| Венесуела (VEN)                     |          |          |          |          |          |           |              |          |          |          | Так      | Так      | Так      |             |         | 3       |
| В'єтнам (VIE)                       |          |          |          |          |          |           |              |          | Так      |          |          |          |          |             |         | 1       |
| Ємен (YEM)                          |          |          | Так      |          |          |           |              |          |          |          |          |          |          |             |         | 1       |
| Замбія (ZAM)                        |          | Так      |          |          |          |           |              |          |          |          |          |          |          |             |         | 1       |
| Загалом: 129 НОК                    | 23       | 26       | 36       | 34       | 33       | 25        | 22           | 28       | 29       | 25       | 32       | 28       | 24       | 26          | 12      | 391     |
| Примітки                            | [ 1 ]    | [ 2 ]    | [ 3 ]    | [ 4 ]    | [ 5 ]    | [ 6 ]     | [ 7 ]        | [ 8 ]    | [ 9 ]    | [ 10 ]   | [ 11 ]   | [ 12 ]   | [ 13 ]   | [ 14 ]      |         |         |

Джерело:

## Чоловічі змагання

### До 60 кг
Джерело: 
| Спосіб відбору                                                   | Квоти | НОК                     | Дзюдоїст, що кваліфікувався |
| ---------------------------------------------------------------- | ----- | ----------------------- | --------------------------- |
| Країна-господарка                                                | 1     | Японія (JPN)            | Такато Наохіса              |
| Світовий кваліфікаційний рейтинг (станом на 28 червня 2021 року) | 18    | Росія (RUS)             | Роберт Мшвідобадзе          |
| Світовий кваліфікаційний рейтинг (станом на 28 червня 2021 року) | 18    | Казахстан (KAZ)         | Сметов Єлдос Бахтибайович   |
| Світовий кваліфікаційний рейтинг (станом на 28 червня 2021 року) | 18    | Іспанія (ESP)           | Франциско Гаррігос          |
| Світовий кваліфікаційний рейтинг (станом на 28 червня 2021 року) | 18    | Узбекистан (UZB)        | Шарафуддін Лутфіллаєв       |
| Світовий кваліфікаційний рейтинг (станом на 28 червня 2021 року) | 18    | Південна Корея (KOR)    | Кім Вон Чін                 |
| Світовий кваліфікаційний рейтинг (станом на 28 червня 2021 року) | 18    | Грузія (GEO)            | Лухумі Чхвіміані            |
| Світовий кваліфікаційний рейтинг (станом на 28 червня 2021 року) | 18    | Китайський Тайбей (TPE) | Yang Yung-wei               |
| Світовий кваліфікаційний рейтинг (станом на 28 червня 2021 року) | 18    | Нідерланди (NED)        | Tornike Tsjakadoea          |
| Світовий кваліфікаційний рейтинг (станом на 28 червня 2021 року) | 18    | Бразилія (BRA)          | Ерік Такабатаке             |
| Світовий кваліфікаційний рейтинг (станом на 28 червня 2021 року) | 18    | Бельгія (BEL)           | Йорре Ферстретен            |
| Світовий кваліфікаційний рейтинг (станом на 28 червня 2021 року) | 18    | Велика Британія (GBR)   | Ешлі Маккензі               |
| Світовий кваліфікаційний рейтинг (станом на 28 червня 2021 року) | 18    | Азербайджан (AZE)       | Карамат Гусейнов            |
| Світовий кваліфікаційний рейтинг (станом на 28 червня 2021 року) | 18    | Франція (FRA)           | Лука Мхеїдзе                |
| Світовий кваліфікаційний рейтинг (станом на 28 червня 2021 року) | 18    | Монголія (MGL)          | Amartuvshin Dashdavaa       |
| Світовий кваліфікаційний рейтинг (станом на 28 червня 2021 року) | 18    | Еквадор (ECU)           | Ленін Пресіадо              |
| Світовий кваліфікаційний рейтинг (станом на 28 червня 2021 року) | 18    | Україна (UKR)           | Лесюк Артем Юрійович        |
| Світовий кваліфікаційний рейтинг (станом на 28 червня 2021 року) | 18    | Болгарія (BUL)          | Яніслав Герчев              |
| Світовий кваліфікаційний рейтинг (станом на 28 червня 2021 року) | 18    | Німеччина (GER)         | Моріц Плафкі                |
| Додаткові квоти (Європа)                                         | 1     | Туреччина (TUR)         | Міхрач Аккуш                |
| Додаткові квоти (Африка)                                         | —     | Н/Д                     | Н/Д                         |
| Додаткові квоти (Америка)                                        | 1     | Гватемала (GUA)         | Хосе Рамос                  |
| Додаткові квоти (Азія)                                           | 1     | Лаос (LAO)              | Сітхісане Сукпхасай         |
| Додаткові квоти (Океанія)                                        | —     | Н/Д                     | Н/Д                         |
| Запрошення                                                       | 1     | Бутан (BHU)             | Шабдрунг Нгванг Намґ'ял     |
| Загалом                                                          | 23    |                         |                             |

### До 66 кг
Джерело: 
| Спосіб відбору                                                   | Квоти | НОК                  | Дзюдоїст, що кваліфікувався |
| ---------------------------------------------------------------- | ----- | -------------------- | --------------------------- |
| Країна-господарка                                                | 1     | Японія (JPN)         | Абе Хіфумі                  |
| Світовий кваліфікаційний рейтинг (станом на 28 червня 2021 року) | 18    | Італія (ITA)         | Мануель Ломбардо            |
| Світовий кваліфікаційний рейтинг (станом на 28 червня 2021 року) | 18    | Південна Корея (KOR) | Ан Ба Ул                    |
| Світовий кваліфікаційний рейтинг (станом на 28 червня 2021 року) | 18    | Грузія (GEO)         | Важа Маргвелашвілі          |
| Світовий кваліфікаційний рейтинг (станом на 28 червня 2021 року) | 18    | Монголія (MGL)       | Басху Йондонперенлейн       |
| Світовий кваліфікаційний рейтинг (станом на 28 червня 2021 року) | 18    | Ізраїль (ISR)        | Барух Шмайлов               |
| Світовий кваліфікаційний рейтинг (станом на 28 червня 2021 року) | 18    | Іспанія (ESP)        | Альберто Гайтеро Мартін     |
| Світовий кваліфікаційний рейтинг (станом на 28 червня 2021 року) | 18    | Узбекистан (UZB)     | Сардор Нуріллаєв            |
| Світовий кваліфікаційний рейтинг (станом на 28 червня 2021 року) | 18    | Росія (RUS)          | Якуб Шамілов                |
| Світовий кваліфікаційний рейтинг (станом на 28 червня 2021 року) | 18    | Бразилія (BRA)       | Даніел Каргнін              |
| Світовий кваліфікаційний рейтинг (станом на 28 червня 2021 року) | 18    | Казахстан (KAZ)      | Єлран Серікжанов            |
| Світовий кваліфікаційний рейтинг (станом на 28 червня 2021 року) | 18    | Молдова (MDA)        | Денис Вієру                 |
| Світовий кваліфікаційний рейтинг (станом на 28 червня 2021 року) | 18    | Азербайджан (AZE)    | Орхан Сафаров               |
| Світовий кваліфікаційний рейтинг (станом на 28 червня 2021 року) | 18    | Єгипет (EGY)         | Мохамед Абдельмавгуд        |
| Світовий кваліфікаційний рейтинг (станом на 28 червня 2021 року) | 18    | Україна (UKR)        | Зантарая Георгій Малхазович |
| Світовий кваліфікаційний рейтинг (станом на 28 червня 2021 року) | 18    | Франція (FRA)        | Кіліан ле Блук              |
| Світовий кваліфікаційний рейтинг (станом на 28 червня 2021 року) | 18    | Словенія (SLO)       | Адріан Гомбоч               |
| Світовий кваліфікаційний рейтинг (станом на 28 червня 2021 року) | 18    | Білорусь (BLR)       | Dzmitry Minkou              |
| Світовий кваліфікаційний рейтинг (станом на 28 червня 2021 року) | 18    | Німеччина (GER)      | Себастьян Зайдль            |
| Додаткові квоти (Європа)                                         | —     | Н/Д                  | Н/Д                         |
| Додаткові квоти (Африка)                                         | 3     | Замбія (ZAM)         | Стівен Мунганду             |
| Додаткові квоти (Африка)                                         | 3     | Мозамбік (MOZ)       | Кевін Лофорт                |
| Додаткові квоти (Африка)                                         | 3     | Нігер (NIG)          | Ісмаель Альхассане          |
| Додаткові квоти (Америка)                                        | 2     | Перу (PER)           | Хуан Постігос               |
| Додаткові квоти (Америка)                                        | 2     | Коста-Рика (CRC)     | Ян Санчо Чинчила            |
| Додаткові квоти (Азія)                                           | 1     | Катар (QAT)          | Аюб Елідріссі               |
| Додаткові квоти (Океанія)                                        | —     | Н/Д                  | Н/Д                         |
| Запрошення                                                       | 1     | Албанія (ALB)        | Індріт Куллхадж             |
| Загалом                                                          | 26    |                      |                             |

### До 73 кг
Джерело: 
| Спосіб відбору                                                   | Квоти | НОК                              | Дзюдоїст, що кваліфікувався |
| ---------------------------------------------------------------- | ----- | -------------------------------- | --------------------------- |
| Країна-господарка                                                | 1     | Японія (JPN)                     | Оно Сьохей                  |
| Світовий кваліфікаційний рейтинг (станом на 28 червня 2021 року) | 18    | Азербайджан (AZE)                | Оруджев Рустам Фазаїл-огли  |
| Світовий кваліфікаційний рейтинг (станом на 28 червня 2021 року) | 18    | Грузія (GEO)                     | Лаша Шавдатуашвілі          |
| Світовий кваліфікаційний рейтинг (станом на 28 червня 2021 року) | 18    | Південна Корея (KOR)             | Ан Чхаллім                  |
| Світовий кваліфікаційний рейтинг (станом на 28 червня 2021 року) | 18    | Швеція (SWE)                     | Томмі Масіас                |
| Світовий кваліфікаційний рейтинг (станом на 28 червня 2021 року) | 18    | Монголія (MGL)                   | Tsogtbaatar Tsend-Ochir     |
| Світовий кваліфікаційний рейтинг (станом на 28 червня 2021 року) | 18    | Ізраїль (ISR)                    | Тохар Бутбул                |
| Світовий кваліфікаційний рейтинг (станом на 28 червня 2021 року) | 18    | Канада (CAN)                     | Артур Маргелідон            |
| Світовий кваліфікаційний рейтинг (станом на 28 червня 2021 року) | 18    | Туреччина (TUR)                  | Білал Чілоглу               |
| Світовий кваліфікаційний рейтинг (станом на 28 червня 2021 року) | 18    | Узбекистан (UZB)                 | Хікматіллох Тураєв          |
| Світовий кваліфікаційний рейтинг (станом на 28 червня 2021 року) | 18    | Косово (KOS)                     | Акіл Гякова                 |
| Світовий кваліфікаційний рейтинг (станом на 28 червня 2021 року) | 18    | Італія (ITA)                     | Фабіо Базіле                |
| Світовий кваліфікаційний рейтинг (станом на 28 червня 2021 року) | 18    | Росія (RUS)                      | Муса Могушков               |
| Світовий кваліфікаційний рейтинг (станом на 28 червня 2021 року) | 18    | Таджикистан (TJK)                | Сомон Махмадбеков           |
| Світовий кваліфікаційний рейтинг (станом на 28 червня 2021 року) | 18    | Казахстан (KAZ)                  | Жансай Смагулов             |
| Світовий кваліфікаційний рейтинг (станом на 28 червня 2021 року) | 18    | Об'єднані Арабські Емірати (UAE) | Віктор Скворцов             |
| Світовий кваліфікаційний рейтинг (станом на 28 червня 2021 року) | 18    | Німеччина (GER)                  | Ігор Вандтке                |
| Світовий кваліфікаційний рейтинг (станом на 28 червня 2021 року) | 18    | Молдова (MDA)                    | Віктор Стерпу               |
| Світовий кваліфікаційний рейтинг (станом на 28 червня 2021 року) | 18    | Швейцарія (SUI)                  | Нільс Стумп                 |
| Додаткові квоти (Європа)                                         | 3     | Франція (FRA)                    | Гійом Шен                   |
| Додаткові квоти (Європа)                                         | 3     | Румунія (ROM)                    | Александру Райку            |
| Додаткові квоти (Європа)                                         | 3     | Вірменія (ARM)                   | Фердинанд Карапетян         |
| Додаткові квоти (Африка)                                         | 4     | Алжир (ALG)                      | Фетхі Нуріне                |
| Додаткові квоти (Африка)                                         | 4     | Джибуті (DJI)                    | Аден-Александр Хуссейн      |
| Додаткові квоти (Африка)                                         | 4     | Гамбія (GAM)                     | Файє Нджие                  |
| Додаткові квоти (Африка)                                         | 4     | Буркіна-Фасо (BUR)               | Лукас Діалло                |
| Додаткові квоти (Америка)                                        | 2     | Куба (CUB)                       | Магдіель Естрада            |
| Додаткові квоти (Америка)                                        | 2     | Бразилія (BRA)                   | Едуардо Барбоза             |
| Додаткові квоти (Азія)                                           | 2     | Йорданія (JOR)                   | Юніс Еяль Сіман             |
| Додаткові квоти (Азія)                                           | 2     | Саудівська Аравія (SAU)          | Сулейман Хамад              |
| Додаткові квоти (Океанія)                                        | —     | Н/Д                              | Н/Д                         |
| Запрошення                                                       | 6     | Монако (MON)                     | Седрік Бессі                |
| Запрошення                                                       | 6     | Гвінея (GUI)                     | Мамаду Самба Бах            |
| Запрошення                                                       | 6     | Ємен (YEM)                       | Ахмед Аяш                   |
| Запрошення                                                       | 6     | Збірна біженців (EOR)            | Ахмад Алікадж               |
| Запрошення                                                       | 6     | Шрі-Ланка (SRI)                  | Чамара Репіяллаге           |
| Запрошення                                                       | 6     | Судан (SUD)                      | Мохамед Абдаларасуль        |
| Загалом                                                          | 36    |                                  |                             |

### До 81 кг
Джерело: 
| Спосіб відбору                                                   | Квоти | НОК                     | Дзюдоїст, що кваліфікувався |
| ---------------------------------------------------------------- | ----- | ----------------------- | --------------------------- |
| Країна-господарка                                                | 1     | Японія (JPN)            | Нагасе Таканорі             |
| Світовий кваліфікаційний рейтинг (станом на 28 червня 2021 року) | 18    | Бельгія (BEL)           | Маттіас Кассе               |
| Світовий кваліфікаційний рейтинг (станом на 28 червня 2021 року) | 18    | Ізраїль (ISR)           | Сагі Мукі                   |
| Світовий кваліфікаційний рейтинг (станом на 28 червня 2021 року) | 18    | Грузія (GEO)            | Тато Грігалашвілі           |
| Світовий кваліфікаційний рейтинг (станом на 28 червня 2021 року) | 18    | Туреччина (TUR)         | Ведат Албайрак              |
| Світовий кваліфікаційний рейтинг (станом на 28 червня 2021 року) | 18    | Нідерланди (NED)        | Франк де Віт                |
| Світовий кваліфікаційний рейтинг (станом на 28 червня 2021 року) | 18    | Монголія (MGL)          | Саїд Моллаеї                |
| Світовий кваліфікаційний рейтинг (станом на 28 червня 2021 року) | 18    | Узбекистан (UZB)        | Шарофіддін Болтабоєв        |
| Світовий кваліфікаційний рейтинг (станом на 28 червня 2021 року) | 18    | Росія (RUS)             | Алан Хубецов                |
| Світовий кваліфікаційний рейтинг (станом на 28 червня 2021 року) | 18    | Канада (CAN)            | Антуан Валуа-Фортьє         |
| Світовий кваліфікаційний рейтинг (станом на 28 червня 2021 року) | 18    | Німеччина (GER)         | Домінік Рессель             |
| Світовий кваліфікаційний рейтинг (станом на 28 червня 2021 року) | 18    | Болгарія (BUL)          | Івайло Іванов               |
| Світовий кваліфікаційний рейтинг (станом на 28 червня 2021 року) | 18    | Італія (ITA)            | Крістіан Парлаті            |
| Світовий кваліфікаційний рейтинг (станом на 28 червня 2021 року) | 18    | Угорщина (HUN)          | Аттіла Унгварі              |
| Світовий кваліфікаційний рейтинг (станом на 28 червня 2021 року) | 18    | Португалія (POR)        | Анрі Егутідзе               |
| Світовий кваліфікаційний рейтинг (станом на 28 червня 2021 року) | 18    | Греція (GRE)            | Alexios Ntanatsidis         |
| Світовий кваліфікаційний рейтинг (станом на 28 червня 2021 року) | 18    | Австрія (AUT)           | Шаміль Борхашвілі           |
| Світовий кваліфікаційний рейтинг (станом на 28 червня 2021 року) | 18    | Азербайджан (AZE)       | Мурад Фатієв                |
| Світовий кваліфікаційний рейтинг (станом на 28 червня 2021 року) | 18    | Бразилія (BRA)          | Едуарду Юді Сантус          |
| Додаткові квоти (Європа)                                         | 1     | Швеція (SWE)            | Робін Пасек                 |
| Додаткові квоти (Африка)                                         | 1     | Єгипет (EGY)            | Мохамед Абделааль           |
| Додаткові квоти (Америка)                                        | 3     | Пуерто-Рико (PUR)       | Адріан Ґандія               |
| Додаткові квоти (Америка)                                        | 3     | Аргентина (ARG)         | Еммануель Лусенті           |
| Додаткові квоти (Америка)                                        | 3     | Уругвай (URU)           | Ален Апрахаміян             |
| Додаткові квоти (Азія)                                           | 4     | Киргизстан (KGZ)        | Володимир Золоєв            |
| Додаткові квоти (Азія)                                           | 4     | Казахстан (KAZ)         | Дідар Хамза                 |
| Додаткові квоти (Азія)                                           | 4     | Таджикистан (TJK)       | Акмаль Муродов              |
| Додаткові квоти (Азія)                                           | 4     | Ліван (LBN)             | Насіф Еліас                 |
| Додаткові квоти (Океанія)                                        | 3     | Гуам (GUM)              | Джоштер Ендрю               |
| Додаткові квоти (Океанія)                                        | 3     | Самоа (SAM)             | Пеніаміна Персіваль         |
| Додаткові квоти (Океанія)                                        | 3     | Вануату (VAN)           | Гуґо Кумбо                  |
| Запрошення                                                       | 3     | Палестина (PLE)         | Весам Абу Рміла             |
| Запрошення                                                       | 3     | Коморські Острови (COM) | Хусні Таубані               |
| Запрошення                                                       | 3     | Сьєрра-Леоне (SLE)      | Фредерік Гарріс             |
| Загалом                                                          | 34    |                         |                             |

### До 90 кг
Джерело: 
| Спосіб відбору                                                   | Квоти | НОК                            | Дзюдоїст, що кваліфікувався |
| ---------------------------------------------------------------- | ----- | ------------------------------ | --------------------------- |
| Країна-господарка                                                | 1     | Японія (JPN)                   | Мукай Сьоїтіро              |
| Світовий кваліфікаційний рейтинг (станом на 28 червня 2021 року) | 18    | Іспанія (ESP)                  | Ніколоз Шеразадішвілі       |
| Світовий кваліфікаційний рейтинг (станом на 28 червня 2021 року) | 18    | Нідерланди (NED)               | Ноель вант Енд              |
| Світовий кваліфікаційний рейтинг (станом на 28 червня 2021 року) | 18    | Угорщина (HUN)                 | Крістіан Тот                |
| Світовий кваліфікаційний рейтинг (станом на 28 червня 2021 року) | 18    | Грузія (GEO)                   | Лаша Бекаурі                |
| Світовий кваліфікаційний рейтинг (станом на 28 червня 2021 року) | 18    | Узбекистан (UZB)               | Давлат Бобонов              |
| Світовий кваліфікаційний рейтинг (станом на 28 червня 2021 року) | 18    | Сербія (SRB)                   | Неманья Майдов              |
| Світовий кваліфікаційний рейтинг (станом на 28 червня 2021 року) | 18    | Куба (CUB)                     | Іван Феліпе Сільва Моралес  |
| Світовий кваліфікаційний рейтинг (станом на 28 червня 2021 року) | 18    | Росія (RUS)                    | Михайло Ігольников          |
| Світовий кваліфікаційний рейтинг (станом на 28 червня 2021 року) | 18    | Швеція (SWE)                   | Маркус Нюман                |
| Світовий кваліфікаційний рейтинг (станом на 28 червня 2021 року) | 18    | Азербайджан (AZE)              | Маммадалі Мехдієв           |
| Світовий кваліфікаційний рейтинг (станом на 28 червня 2021 року) | 18    | Туреччина (TUR)                | Міхаель Жганк               |
| Світовий кваліфікаційний рейтинг (станом на 28 червня 2021 року) | 18    | Німеччина (GER)                | Едуард Тріппель             |
| Світовий кваліфікаційний рейтинг (станом на 28 червня 2021 року) | 18    | Південна Корея (KOR)           | Квак Дон Хан                |
| Світовий кваліфікаційний рейтинг (станом на 28 червня 2021 року) | 18    | Франція (FRA)                  | Аксель Клерже               |
| Світовий кваліфікаційний рейтинг (станом на 28 червня 2021 року) | 18    | Монголія (MGL)                 | Гантулгин Алтанбагана       |
| Світовий кваліфікаційний рейтинг (станом на 28 червня 2021 року) | 18    | Бразилія (BRA)                 | Рафаел Маседо               |
| Світовий кваліфікаційний рейтинг (станом на 28 червня 2021 року) | 18    | Казахстан (KAZ)                | Іслам Бозбаєв               |
| Світовий кваліфікаційний рейтинг (станом на 28 червня 2021 року) | 18    | Таджикистан (TJK)              | Комроншох Устопірійон       |
| Додаткові квоти (Європа)                                         | 5     | Італія (ITA)                   | Ніколас Мунгай              |
| Додаткові квоти (Європа)                                         | 5     | Ізраїль (ISR)                  | Лі Кохман                   |
| Додаткові квоти (Європа)                                         | 5     | Чехія (CZE)                    | Давід Кламмерт              |
| Додаткові квоти (Європа)                                         | 5     | Україна (UKR)                  | Ньябалі Кеджау Францискович |
| Додаткові квоти (Європа)                                         | 5     | Польща (POL)                   | Пйотр Кучера                |
| Додаткові квоти (Африка)                                         | 2     | Маврикій (MRI)                 | Ремі Феє                    |
| Додаткові квоти (Африка)                                         | 2     | Гана (GHA)                     | Кваджо Анані                |
| Додаткові квоти (Америка)                                        | 2     | США (USA)                      | Колтон Браун                |
| Додаткові квоти (Америка)                                        | 2     | Домініканська Республіка (DOM) | Роберт Флорентіно           |
| Додаткові квоти (Азія)                                           | —     | Н/Д                            | Н/Д                         |
| Додаткові квоти (Океанія)                                        | —     | Н/Д                            | Н/Д                         |
| Запрошення                                                       | 5     | Ліхтенштейн (LIE)              | Рафаель Швендінґер          |
| Запрошення                                                       | 5     | Бенін (BEN)                    | Селтус Доссу Йово           |
| Запрошення                                                       | 5     | Сейшельські Острови (SEY)      | Nantenaina Finesse          |
| Запрошення                                                       | 5     | Сан-Марино (SMR)               | Паоло Персолья              |
| Запрошення                                                       | 5     | Збірна біженців (EOR)          | Пополе Місенга              |
| Загалом                                                          | 33    |                                |                             |

### До 100 кг
Джерело: 
| Спосіб відбору                                                   | Квоти | НОК                              | Дзюдоїст, що кваліфікувався |
| ---------------------------------------------------------------- | ----- | -------------------------------- | --------------------------- |
| Країна-господарка                                                | 1     | Японія (JPN)                     | Аарон Вольф                 |
| Світовий кваліфікаційний рейтинг (станом на 28 червня 2021 року) | 18    | Грузія (GEO)                     | Варлам Ліпартеліані         |
| Світовий кваліфікаційний рейтинг (станом на 28 червня 2021 року) | 18    | Нідерланди (NED)                 | Міхаель Коррел              |
| Світовий кваліфікаційний рейтинг (станом на 28 червня 2021 року) | 18    | Португалія (POR)                 | Жорже Фонсека               |
| Світовий кваліфікаційний рейтинг (станом на 28 червня 2021 року) | 18    | Ізраїль (ISR)                    | Петер Пальчик               |
| Світовий кваліфікаційний рейтинг (станом на 28 червня 2021 року) | 18    | Південна Корея (KOR)             | Чхо Гу Хам                  |
| Світовий кваліфікаційний рейтинг (станом на 28 червня 2021 року) | 18    | Росія (RUS)                      | Ніяз Ільясов                |
| Світовий кваліфікаційний рейтинг (станом на 28 червня 2021 року) | 18    | Канада (CAN)                     | Шаді Ель Нахас              |
| Світовий кваліфікаційний рейтинг (станом на 28 червня 2021 року) | 18    | Азербайджан (AZE)                | Зелім Коцоєв                |
| Світовий кваліфікаційний рейтинг (станом на 28 червня 2021 року) | 18    | Франція (FRA)                    | Олександр Іддір             |
| Світовий кваліфікаційний рейтинг (станом на 28 червня 2021 року) | 18    | Єгипет (EGY)                     | Рамадан Дарвіш              |
| Світовий кваліфікаційний рейтинг (станом на 28 червня 2021 року) | 18    | Узбекистан (UZB)                 | Мухаммадкарім Хуррамов      |
| Світовий кваліфікаційний рейтинг (станом на 28 червня 2021 року) | 18    | Монголія (MGL)                   | Отгонбаатар Лхагвасуренгійн |
| Світовий кваліфікаційний рейтинг (станом на 28 червня 2021 року) | 18    | Бельгія (BEL)                    | Тома Нікіфоров              |
| Світовий кваліфікаційний рейтинг (станом на 28 червня 2021 року) | 18    | Бразилія (BRA)                   | Рафаель Бузакаріні          |
| Світовий кваліфікаційний рейтинг (станом на 28 червня 2021 року) | 18    | Ірландія (IRL)                   | Бенджамін Флетчер           |
| Світовий кваліфікаційний рейтинг (станом на 28 червня 2021 року) | 18    | Німеччина (GER)                  | Карл-Річард Фрей            |
| Світовий кваліфікаційний рейтинг (станом на 28 червня 2021 року) | 18    | Естонія (EST)                    | Григорій Мінашкін           |
| Світовий кваліфікаційний рейтинг (станом на 28 червня 2021 року) | 18    | Сербія (SRB)                     | Александар Куколь           |
| Додаткові квоти (Європа)                                         | 3     | Білорусь (BLR)                   | Микита Свирид               |
| Додаткові квоти (Європа)                                         | 3     | Латвія (LAT)                     | Євгеній Бородавко           |
| Додаткові квоти (Європа)                                         | 3     | Угорщина (HUN)                   | Міклош Цирьєніч             |
| Додаткові квоти (Африка)                                         | —     | Н/Д                              | Н/Д                         |
| Додаткові квоти (Америка)                                        | —     | Н/Д                              | Н/Д                         |
| Додаткові квоти (Азія)                                           | 2     | Пакистан (PAK)                   | Хусейн Шах Шах              |
| Додаткові квоти (Азія)                                           | 2     | Об'єднані Арабські Емірати (UAE) | Іван Ремаренко              |
| Додаткові квоти (Океанія)                                        | 1     | Фіджі (FIJ)                      | Тевіта Такаяма              |
| Запрошення                                                       |       |                                  |                             |
| Загалом                                                          | 25    |                                  |                             |

### Понад 100 кг
станом на 14 червня 2021 року
Джерело: 
| Спосіб відбору                                                   | Квоти | НОК                   | Дзюдоїст, що кваліфікувався |
| ---------------------------------------------------------------- | ----- | --------------------- | --------------------------- |
| Країна-господарка                                                | 1     | Японія (JPN)          | Харасава Хісайосі           |
| Світовий кваліфікаційний рейтинг (станом на 28 червня 2021 року) | 18    | Росія (RUS)           | Тамерлан Башаєв             |
| Світовий кваліфікаційний рейтинг (станом на 28 червня 2021 року) | 18    | Чехія (CZE)           | Лукаш Крпалек               |
| Світовий кваліфікаційний рейтинг (станом на 28 червня 2021 року) | 18    | Грузія (GEO)          | Гурам Тушішвілі             |
| Світовий кваліфікаційний рейтинг (станом на 28 червня 2021 року) | 18    | Бразилія (BRA)        | Rafael Silva                |
| Світовий кваліфікаційний рейтинг (станом на 28 червня 2021 року) | 18    | Нідерланди (NED)      | Генк Грол                   |
| Світовий кваліфікаційний рейтинг (станом на 28 червня 2021 року) | 18    | Україна (UKR)         | Хаммо Яків Михайлович       |
| Світовий кваліфікаційний рейтинг (станом на 28 червня 2021 року) | 18    | Ізраїль (ISR)         | Ор Сассон                   |
| Світовий кваліфікаційний рейтинг (станом на 28 червня 2021 року) | 18    | Південна Корея (KOR)  | Кім Мін Чжон                |
| Світовий кваліфікаційний рейтинг (станом на 28 червня 2021 року) | 18    | Франція (FRA)         | Тедді Рінер                 |
| Світовий кваліфікаційний рейтинг (станом на 28 червня 2021 року) | 18    | Таджикистан (TJK)     | Темур Рахімов               |
| Світовий кваліфікаційний рейтинг (станом на 28 червня 2021 року) | 18    | Азербайджан (AZE)     | Ушангі Кокаурі              |
| Світовий кваліфікаційний рейтинг (станом на 28 червня 2021 року) | 18    | Австрія (AUT)         | Штефан Хегі                 |
| Світовий кваліфікаційний рейтинг (станом на 28 червня 2021 року) | 18    | Куба (CUB)            | Енді Гранда                 |
| Світовий кваліфікаційний рейтинг (станом на 28 червня 2021 року) | 18    | Узбекистан (UZB)      | Бекмурод Олтібоєв           |
| Світовий кваліфікаційний рейтинг (станом на 28 червня 2021 року) | 18    | Німеччина (GER)       | Йоганнес Фрай               |
| Світовий кваліфікаційний рейтинг (станом на 28 червня 2021 року) | 18    | Румунія (ROM)         | Вледуц Сімьонеску           |
| Світовий кваліфікаційний рейтинг (станом на 28 червня 2021 року) | 18    | Монголія (MGL)        | Олзийбаярин Дуренбаяр       |
| Світовий кваліфікаційний рейтинг (станом на 28 червня 2021 року) | 18    | Польща (POL)          | Мацей Сарнацький            |
| Додаткові квоти (Європа)                                         | —     | Н/Д                   | Н/Д                         |
| Додаткові квоти (Африка)                                         | 2     | Сенегал (SEN)         | Мбагнік Ндіає               |
| Додаткові квоти (Африка)                                         | 2     | Лівія (LBA)           | Алі Омар                    |
| Додаткові квоти (Америка)                                        | —     | Н/Д                   | Н/Д                         |
| Додаткові квоти (Азія)                                           | —     | Н/Д                   | Н/Д                         |
| Додаткові квоти (Океанія)                                        | —     | Н/Д                   | Н/Д                         |
| Запрошення                                                       | 1     | Збірна біженців (EOR) | Джавад Махджуб              |
| Загалом                                                          | 22    |                       |                             |

## Жіночі змагання

### До 48 кг
Джерело: 
| Спосіб відбору                                                   | Квоти | НОК                     | Дзюдоїстка, що кваліфікувалась |
| ---------------------------------------------------------------- | ----- | ----------------------- | ------------------------------ |
| Країна-господарка                                                | 1     | Японія (JPN)            | Тонакі Фуна                    |
| Світовий кваліфікаційний рейтинг (станом на 28 червня 2021 року) | 18    | Косово (KOS)            | Дістрія Краснікі               |
| Світовий кваліфікаційний рейтинг (станом на 28 червня 2021 року) | 18    | Україна (UKR)           | Білодід Дар'я Геннадіївна      |
| Світовий кваліфікаційний рейтинг (станом на 28 червня 2021 року) | 18    | Монголія (MGL)          | Мунхбатин Уранцецег            |
| Світовий кваліфікаційний рейтинг (станом на 28 червня 2021 року) | 18    | Аргентина (ARG)         | Паула Парето                   |
| Світовий кваліфікаційний рейтинг (станом на 28 червня 2021 року) | 18    | Іспанія (ESP)           | Хуліа Фігероа                  |
| Світовий кваліфікаційний рейтинг (станом на 28 червня 2021 року) | 18    | Португалія (POR)        | Катаріна Коста                 |
| Світовий кваліфікаційний рейтинг (станом на 28 червня 2021 року) | 18    | Росія (RUS)             | Ірина Долгова                  |
| Світовий кваліфікаційний рейтинг (станом на 28 червня 2021 року) | 18    | Франція (FRA)           | Шірін Буклі                    |
| Світовий кваліфікаційний рейтинг (станом на 28 червня 2021 року) | 18    | Словенія (SLO)          | Маруша Штангар                 |
| Світовий кваліфікаційний рейтинг (станом на 28 червня 2021 року) | 18    | Казахстан (KAZ)         | Отгонцецег Галбадрах           |
| Світовий кваліфікаційний рейтинг (станом на 28 червня 2021 року) | 18    | Ізраїль (ISR)           | Шіра Рішоні                    |
| Світовий кваліфікаційний рейтинг (станом на 28 червня 2021 року) | 18    | Сербія (SRB)            | Milica Nikolić                 |
| Світовий кваліфікаційний рейтинг (станом на 28 червня 2021 року) | 18    | Італія (ITA)            | Франческа Мілані               |
| Світовий кваліфікаційний рейтинг (станом на 28 червня 2021 року) | 18    | Німеччина (GER)         | Катаріна Менц                  |
| Світовий кваліфікаційний рейтинг (станом на 28 червня 2021 року) | 18    | Китай (CHN)             | Лі Янань                       |
| Світовий кваліфікаційний рейтинг (станом на 28 червня 2021 року) | 18    | Угорщина (HUN)          | Ева Черновіцкі                 |
| Світовий кваліфікаційний рейтинг (станом на 28 червня 2021 року) | 18    | Південна Корея (KOR)    | Kang Yu-jeong                  |
| Світовий кваліфікаційний рейтинг (станом на 28 червня 2021 року) | 18    | Бразилія (BRA)          | Габріела Шибана                |
| Додаткові квоти (Європа)                                         | 2     | Туреччина (TUR)         | Гюлькадер Шентюрк              |
| Додаткові квоти (Європа)                                         | 2     | Азербайджан (AZE)       | Айша Гурбанлі                  |
| Додаткові квоти (Африка)                                         | 2     | ПАР (SAF)               | Geronay Whitebooi              |
| Додаткові квоти (Африка)                                         | 2     | Маврикій (MRI)          | Прісцилла Моранд               |
| Додаткові квоти (Америка)                                        | 1     | Чилі (CHI)              | Марі Ді Варгас Лей             |
| Додаткові квоти (Азія)                                           | 2     | Китайський Тайбей (TPE) | Chen-Hao Lin                   |
| Додаткові квоти (Азія)                                           | 2     | Індія (IND)             | Шушила Деві Лікмабам           |
| Додаткові квоти (Океанія)                                        | —     | Н/Д                     | Н/Д                            |
| Запрошення                                                       | 2     | Малаві (MAW)            | Harriet Boniface               |
| Запрошення                                                       | 2     | Непал (NEP)             | Сонія Бгатта                   |
| Загалом                                                          | 28    |                         |                                |

### До 52 кг
Джерело: 
| Спосіб відбору                                                   | Квоти | НОК                      | Дзюдоїстка, що кваліфікувалась |
| ---------------------------------------------------------------- | ----- | ------------------------ | ------------------------------ |
| Країна-господарка                                                | 1     | Японія (JPN)             | Абе Ута                        |
| Світовий кваліфікаційний рейтинг (станом на 28 червня 2021 року) | 18    | Франція (FRA)            | Амандін Бушар                  |
| Світовий кваліфікаційний рейтинг (станом на 28 червня 2021 року) | 18    | Італія (ITA)             | Одетте Джуффріда               |
| Світовий кваліфікаційний рейтинг (станом на 28 червня 2021 року) | 18    | Косово (KOS)             | Майлінда Келменді              |
| Світовий кваліфікаційний рейтинг (станом на 28 червня 2021 року) | 18    | Іспанія (ESP)            | Ана Перес Бокс                 |
| Світовий кваліфікаційний рейтинг (станом на 28 червня 2021 року) | 18    | Бельгія (BEL)            | Шарлін ван Снік                |
| Світовий кваліфікаційний рейтинг (станом на 28 червня 2021 року) | 18    | Велика Британія (GBR)    | Челсі Джайлс                   |
| Світовий кваліфікаційний рейтинг (станом на 28 червня 2021 року) | 18    | Росія (RUS)              | Кузютіна Наталія Юріївна       |
| Світовий кваліфікаційний рейтинг (станом на 28 червня 2021 року) | 18    | Узбекистан (UZB)         | Дійора Келдійорова             |
| Світовий кваліфікаційний рейтинг (станом на 28 червня 2021 року) | 18    | Ізраїль (ISR)            | Гілі Коен                      |
| Світовий кваліфікаційний рейтинг (станом на 28 червня 2021 року) | 18    | Бразилія (BRA)           | Ларісса Пімента                |
| Світовий кваліфікаційний рейтинг (станом на 28 червня 2021 року) | 18    | Швейцарія (SUI)          | Фаб'єнн Кошер                  |
| Світовий кваліфікаційний рейтинг (станом на 28 червня 2021 року) | 18    | Португалія (POR)         | Жуана Рамуш                    |
| Світовий кваліфікаційний рейтинг (станом на 28 червня 2021 року) | 18    | Монголія (MGL)           | Лхагвасуренгийн Сосорбарам     |
| Світовий кваліфікаційний рейтинг (станом на 28 червня 2021 року) | 18    | Угорщина (HUN)           | Река Пупп                      |
| Світовий кваліфікаційний рейтинг (станом на 28 червня 2021 року) | 18    | США (USA)                | Анджеліка Дельгадо             |
| Світовий кваліфікаційний рейтинг (станом на 28 червня 2021 року) | 18    | Південна Корея (KOR)     | Park Da-sol                    |
| Світовий кваліфікаційний рейтинг (станом на 28 червня 2021 року) | 18    | Румунія (ROM)            | Andreea Chitu                  |
| Світовий кваліфікаційний рейтинг (станом на 28 червня 2021 року) | 18    | Польща (POL)             | Агата Перенц                   |
| Додаткові квоти (Європа)                                         | 1     | Грузія (GEO)             | Тетяна Левицька-Шуквані        |
| Додаткові квоти (Африка)                                         | 2     | Гвінея-Бісау (GBS)       | Тасіана Ліма                   |
| Додаткові квоти (Африка)                                         | 2     | Марокко (MAR)            | Сумія Ірауї                    |
| Додаткові квоти (Америка)                                        | 3     | Канада (CAN)             | Екатеріна Гуйке                |
| Додаткові квоти (Америка)                                        | 3     | Панама (PAN)             | Крістіне Хіменес               |
| Додаткові квоти (Америка)                                        | 3     | Гаїті (HAI)              | Сабіана Анестор                |
| Додаткові квоти (Азія)                                           | 2     | Туркменістан (TKM)       | Гульбадам Бабамуратова         |
| Додаткові квоти (Азія)                                           | 2     | Таїланд (THA)            | Качакорн Варасіха              |
| Додаткові квоти (Океанія)                                        | —     | Н/Д                      | Н/Д                            |
| Запрошення                                                       | 1     | Північна Македонія (MKD) | Arbresha Rexhepi               |
| Перерозподіл невикористаних квот                                 | 1     | В'єтнам (VIE)            | Nguyễn Thủy                    |
| Загалом                                                          | 29    |                          |                                |

### До 57 кг
Джерело: 
| Спосіб відбору                                                   | Квоти | НОК                     | Дзюдоїстка, що кваліфікувалась |
| ---------------------------------------------------------------- | ----- | ----------------------- | ------------------------------ |
| Країна-господарка                                                | 1     | Японія (JPN)            | Йосіда Цукаса                  |
| Світовий кваліфікаційний рейтинг (станом на 28 червня 2021 року) | 18    | Канада (CAN)            | Джессіка Клімкейт              |
| Світовий кваліфікаційний рейтинг (станом на 28 червня 2021 року) | 18    | Косово (KOS)            | Нора Г'якова                   |
| Світовий кваліфікаційний рейтинг (станом на 28 червня 2021 року) | 18    | Франція (FRA)           | Сара-Леоні Сізік               |
| Світовий кваліфікаційний рейтинг (станом на 28 червня 2021 року) | 18    | Німеччина (GER)         | Тереза Штолль                  |
| Світовий кваліфікаційний рейтинг (станом на 28 червня 2021 року) | 18    | Китайський Тайбей (TPE) | Лянь Чженьлінь                 |
| Світовий кваліфікаційний рейтинг (станом на 28 червня 2021 року) | 18    | Ізраїль (ISR)           | Тімна Нелсон-Леві              |
| Світовий кваліфікаційний рейтинг (станом на 28 червня 2021 року) | 18    | Португалія (POR)        | Телма Монтейру                 |
| Світовий кваліфікаційний рейтинг (станом на 28 червня 2021 року) | 18    | Угорщина (HUN)          | Хедвіг Каракаш                 |
| Світовий кваліфікаційний рейтинг (станом на 28 червня 2021 року) | 18    | Монголія (MGL)          | Доржсуренгійн Сум'яа           |
| Світовий кваліфікаційний рейтинг (станом на 28 червня 2021 року) | 18    | Польща (POL)            | Юлія Ковальчик                 |
| Світовий кваліфікаційний рейтинг (станом на 28 червня 2021 року) | 18    | Словенія (SLO)          | Кая Кайзер                     |
| Світовий кваліфікаційний рейтинг (станом на 28 червня 2021 року) | 18    | Росія (RUS)             | Дар'я Межецька                 |
| Світовий кваліфікаційний рейтинг (станом на 28 червня 2021 року) | 18    | Грузія (GEO)            | Етері Ліпартеліані             |
| Світовий кваліфікаційний рейтинг (станом на 28 червня 2021 року) | 18    | Сербія (SRB)            | Марица Перишич                 |
| Світовий кваліфікаційний рейтинг (станом на 28 червня 2021 року) | 18    | Південна Корея (KOR)    | Kim Ji-su                      |
| Світовий кваліфікаційний рейтинг (станом на 28 червня 2021 року) | 18    | Китай (CHN)             | Лу Тунцзюань                   |
| Світовий кваліфікаційний рейтинг (станом на 28 червня 2021 року) | 18    | Болгарія (BUL)          | Евеліна Ілієва                 |
| Світовий кваліфікаційний рейтинг (станом на 28 червня 2021 року) | 18    | Панама (PAN)            | Міріам Ропер                   |
| Додаткові квоти (Європа)                                         | 2     | Нідерланди (NED)        | Санне Верхаген                 |
| Додаткові квоти (Європа)                                         | 2     | Австрія (AUT)           | Сабріна Фільцмозер             |
| Додаткові квоти (Африка)                                         | 3     | Туніс (TUN)             | Гофран Хеліфі                  |
| Додаткові квоти (Африка)                                         | 3     | Ангола (ANG)            | Діассонема Мукунгуї            |
| Додаткові квоти (Африка)                                         | 3     | Кот-д'Івуар (CIV)       | Зулейха Дабонне                |
| Додаткові квоти (Америка)                                        | —     | Н/Д                     | Н/Д                            |
| Додаткові квоти (Азія)                                           | —     | Н/Д                     | Н/Д                            |
| Додаткові квоти (Океанія)                                        | —     | Н/Д                     | Н/Д                            |
| Запрошення                                                       | 1     | Збірна біженців (EOR)   | Санда Альдасс                  |
| Загалом                                                          | 25    |                         |                                |

### До 63 кг
Джерело: 
| Спосіб відбору                                                   | Квоти | НОК                   | Дзюдоїст, що кваліфікувався |
| ---------------------------------------------------------------- | ----- | --------------------- | --------------------------- |
| Країна-господарка                                                | 1     | Японія (JPN)          | Міку Тасіро                 |
| Світовий кваліфікаційний рейтинг (станом на 28 червня 2021 року) | 18    | Франція (FRA)         | Кларісс Агбеньєну           |
| Світовий кваліфікаційний рейтинг (станом на 28 червня 2021 року) | 18    | Словенія (SLO)        | Тіна Трстеняк               |
| Світовий кваліфікаційний рейтинг (станом на 28 червня 2021 року) | 18    | Канада (CAN)          | Катерін Бошемен-Пінар       |
| Світовий кваліфікаційний рейтинг (станом на 28 червня 2021 року) | 18    | Бразилія (BRA)        | Кетлейн Квадрос             |
| Світовий кваліфікаційний рейтинг (станом на 28 червня 2021 року) | 18    | Німеччина (GER)       | Мартіна Трайдос             |
| Світовий кваліфікаційний рейтинг (станом на 28 червня 2021 року) | 18    | Куба (CUB)            | Майлін дель Торо Карвахаль  |
| Світовий кваліфікаційний рейтинг (станом на 28 червня 2021 року) | 18    | Нідерланди (NED)      | Юул Франссен                |
| Світовий кваліфікаційний рейтинг (станом на 28 червня 2021 року) | 18    | Венесуела (VEN)       | Анрікеліс Барріос           |
| Світовий кваліфікаційний рейтинг (станом на 28 червня 2021 року) | 18    | Росія (RUS)           | Дар'я Давидова              |
| Світовий кваліфікаційний рейтинг (станом на 28 червня 2021 року) | 18    | Китай (CHN)           | Ян Цзюнься                  |
| Світовий кваліфікаційний рейтинг (станом на 28 червня 2021 року) | 18    | Австрія (AUT)         | Magdalena Krssakova         |
| Світовий кваліфікаційний рейтинг (станом на 28 червня 2021 року) | 18    | Велика Британія (GBR) | Lucy Renshall               |
| Світовий кваліфікаційний рейтинг (станом на 28 червня 2021 року) | 18    | Австралія (AUS)       | Катаріна Хекер              |
| Світовий кваліфікаційний рейтинг (станом на 28 червня 2021 року) | 18    | Монголія (MGL)        | Болдин Ганхайч              |
| Світовий кваліфікаційний рейтинг (станом на 28 червня 2021 року) | 18    | Польща (POL)          | Агата Оздоба-Блах           |
| Світовий кваліфікаційний рейтинг (станом на 28 червня 2021 року) | 18    | Угорщина (HUN)        | Софі Езбаш                  |
| Світовий кваліфікаційний рейтинг (станом на 28 червня 2021 року) | 18    | Ізраїль (ISR)         | Гілі Шарір                  |
| Світовий кваліфікаційний рейтинг (станом на 28 червня 2021 року) | 18    | Італія (ITA)          | Марія Чентраккьо            |
| Додаткові квоти (Європа)                                         | 3     | Сербія (SRB)          | Аня Обрадович               |
| Додаткові квоти (Європа)                                         | 3     | Іспанія (ESP)         | Крістіна Кабанья Перес      |
| Додаткові квоти (Європа)                                         | 3     | Данія (DEN)           | Lærke Olsen                 |
| Додаткові квоти (Африка)                                         | 2     | Мадагаскар (MAD)      | Даніелла Номенджанахарі     |
| Додаткові квоти (Африка)                                         | 2     | Кабо-Верде (CPV)      | Сандрін Більє               |
| Додаткові квоти (Америка)                                        | 2     | Мексика (MEX)         | Пріска Авіті Алькарас       |
| Додаткові квоти (Америка)                                        | 2     | Еквадор (ECU)         | Естефанія Гарсія            |
| Додаткові квоти (Азія)                                           | 3     | Південна Корея (KOR)  | Han Hee-ju                  |
| Додаткові квоти (Азія)                                           | 3     | Філіппіни (PHI)       | Кійомі Ватанабе             |
| Додаткові квоти (Азія)                                           | 3     | Узбекистан (UZB)      | Фарангіз Ходжиєва           |
| Додаткові квоти (Океанія)                                        | -     | Н/Д                   | Н/Д                         |
| Запрошення                                                       | 3     | Збірна біженців (EOR) | Муна Дахук                  |
| Запрошення                                                       | 3     | Гондурас (HON)        | Серхія Давід                |
| Запрошення                                                       | 3     | М'янма (MYA)          | Chu Myat Noe Wai            |
| Загалом                                                          | 32    |                       |                             |

### До 70 кг
Джерело: 
| Спосіб відбору                                                   | Квоти | НОК                   | Дзюдоїстка, що кваліфікувалась |
| ---------------------------------------------------------------- | ----- | --------------------- | ------------------------------ |
| Країна-господарка                                                | 1     | Японія (JPN)          | Арай Тідзуру                   |
| Світовий кваліфікаційний рейтинг (станом на 28 червня 2021 року) | 18    | Нідерланди (NED)      | Санне ван Дейк                 |
| Світовий кваліфікаційний рейтинг (станом на 28 червня 2021 року) | 18    | Франція (FRA)         | Марго Піно                     |
| Світовий кваліфікаційний рейтинг (станом на 28 червня 2021 року) | 18    | Хорватія (CRO)        | Барбара Матич                  |
| Світовий кваліфікаційний рейтинг (станом на 28 червня 2021 року) | 18    | Австрія (AUT)         | Міхаела Поллерес               |
| Світовий кваліфікаційний рейтинг (станом на 28 червня 2021 року) | 18    | Німеччина (GER)       | Джованна Скоччімарро           |
| Світовий кваліфікаційний рейтинг (станом на 28 червня 2021 року) | 18    | Бразилія (BRA)        | Марія Портела                  |
| Світовий кваліфікаційний рейтинг (станом на 28 червня 2021 року) | 18    | Швеція (SWE)          | Анна Бернгольм                 |
| Світовий кваліфікаційний рейтинг (станом на 28 червня 2021 року) | 18    | Росія (RUS)           | Мадіна Таймазова               |
| Світовий кваліфікаційний рейтинг (станом на 28 червня 2021 року) | 18    | Португалія (POR)      | Барбара Тімо                   |
| Світовий кваліфікаційний рейтинг (станом на 28 червня 2021 року) | 18    | Велика Британія (GBR) | Джемма Гавелл                  |
| Світовий кваліфікаційний рейтинг (станом на 28 червня 2021 року) | 18    | Венесуела (VEN)       | Ельвісмар Родрігес             |
| Світовий кваліфікаційний рейтинг (станом на 28 червня 2021 року) | 18    | Іспанія (ESP)         | Марія Бернабеу                 |
| Світовий кваліфікаційний рейтинг (станом на 28 червня 2021 року) | 18    | Пуерто-Рико (PUR)     | Марія Перес                    |
| Світовий кваліфікаційний рейтинг (станом на 28 червня 2021 року) | 18    | Ірландія (IRL)        | Меган Флетчер                  |
| Світовий кваліфікаційний рейтинг (станом на 28 червня 2021 року) | 18    | Марокко (MAR)         | Ассмаа Ньянг                   |
| Світовий кваліфікаційний рейтинг (станом на 28 червня 2021 року) | 18    | Узбекистан (UZB)      | Гульноза Матніязова            |
| Світовий кваліфікаційний рейтинг (станом на 28 червня 2021 року) | 18    | Австралія (AUS)       | Aoife Coughlan                 |
| Світовий кваліфікаційний рейтинг (станом на 28 червня 2021 року) | 18    | Греція (GRE)          | Елісавет Телціду               |
| Додаткові квоти (Європа)                                         | 1     | Італія (ITA)          | Аліче Белланді                 |
| Додаткові квоти (Африка)                                         | 2     | Камерун (CMR)         | Аюк Отай Аррей Софіна          |
| Додаткові квоти (Африка)                                         | 2     | Чад (CHA)             | Демос Мемнелум                 |
| Додаткові квоти (Америка)                                        | 1     | Ямайка (JAM)          | Ебоні Дрісдейл Дейлі           |
| Додаткові квоти (Азія)                                           | 2     | Південна Корея (KOR)  | Кім Сон Йон                    |
| Додаткові квоти (Азія)                                           | 2     | Китай (CHN)           | Сунь Сяоцянь                   |
| Додаткові квоти (Океанія)                                        | 1     | Кірибаті (KIR)        | Кінауа Бірібо                  |
| Запрошення                                                       | 1     | Збірна біженців (EOR) | Нігара Шахін                   |
| Перерозподіл невикористаних квот                                 | 1     | Туніс (TUN)           | Ніхель Ландольсі               |
| Загалом                                                          | 28    |                       |                                |

### До 78 кг
Джерело: 
| Спосіб відбору                                                   | Квоти | НОК                                 | Дзюдоїстка, що кваліфікувалась |
| ---------------------------------------------------------------- | ----- | ----------------------------------- | ------------------------------ |
| Країна-господарка                                                | 1     | Японія (JPN)                        | Хамада Сорі                    |
| Світовий кваліфікаційний рейтинг (станом на 28 червня 2021 року) | 18    | Франція (FRA)                       | Мадлен Малонга                 |
| Світовий кваліфікаційний рейтинг (станом на 28 червня 2021 року) | 18    | Німеччина (GER)                     | Анна-Марія Ваґнер              |
| Світовий кваліфікаційний рейтинг (станом на 28 червня 2021 року) | 18    | Нідерланди (NED)                    | Гюше Стенхейс                  |
| Світовий кваліфікаційний рейтинг (станом на 28 червня 2021 року) | 18    | Велика Британія (GBR)               | Наталі Пауел                   |
| Світовий кваліфікаційний рейтинг (станом на 28 червня 2021 року) | 18    | Бразилія (BRA)                      | Майра Агіар                    |
| Світовий кваліфікаційний рейтинг (станом на 28 червня 2021 року) | 18    | Косово (KOS)                        | Лоріана Кука                   |
| Світовий кваліфікаційний рейтинг (станом на 28 червня 2021 року) | 18    | Куба (CUB)                          | Kaliema Antomarchi             |
| Світовий кваліфікаційний рейтинг (станом на 28 червня 2021 року) | 18    | Китай (CHN)                         | Ма Чженьчжао                   |
| Світовий кваліфікаційний рейтинг (станом на 28 червня 2021 року) | 18    | Польща (POL)                        | Беата Пацут                    |
| Світовий кваліфікаційний рейтинг (станом на 28 червня 2021 року) | 18    | Австрія (AUT)                       | Бернадетт Граф                 |
| Світовий кваліфікаційний рейтинг (станом на 28 червня 2021 року) | 18    | Португалія (POR)                    | Патрісія Сампайо               |
| Світовий кваліфікаційний рейтинг (станом на 28 червня 2021 року) | 18    | Росія (RUS)                         | Олександра Бабінцева           |
| Світовий кваліфікаційний рейтинг (станом на 28 червня 2021 року) | 18    | Еквадор (ECU)                       | Ванесса Чала                   |
| Світовий кваліфікаційний рейтинг (станом на 28 червня 2021 року) | 18    | Хорватія (CRO)                      | Карла Продан                   |
| Світовий кваліфікаційний рейтинг (станом на 28 червня 2021 року) | 18    | Південна Корея (KOR)                | Yoon Hyun-ji                   |
| Світовий кваліфікаційний рейтинг (станом на 28 червня 2021 року) | 18    | Україна (UKR)                       | Турчин Анастасія Єгорівна      |
| Світовий кваліфікаційний рейтинг (станом на 28 червня 2021 року) | 18    | Ізраїль (ISR)                       | Інбар Ланір                    |
| Світовий кваліфікаційний рейтинг (станом на 28 червня 2021 року) | 18    | США (USA)                           | Нефелі Пападакіс               |
| Додаткові квоти (Європа)                                         | —     | Н/Д                                 | Н/Д                            |
| Додаткові квоти (Африка)                                         | 2     | Габон (GAB)                         | Сара-Міріам Мазус              |
| Додаткові квоти (Африка)                                         | 2     | Демократична Республіка Конго (COD) | Марі Брансер                   |
| Додаткові квоти (Америка)                                        | 1     | Венесуела (VEN)                     | Карен Леон                     |
| Додаткові квоти (Азія)                                           | 1     | Монголія (MGL)                      | Otgony Mönkhtsetseg            |
| Додаткові квоти (Океанія)                                        | —     | Н/Д                                 | Н/Д                            |
| Запрошення                                                       | 1     | Чорногорія (MNE)                    | Йована Пекович                 |
| Загалом                                                          | 24    |                                     |                                |

### Понад 78 кг
Джерело: 
| Спосіб відбору                                                   | Квоти | НОК                        | Дзюдоїст, що кваліфікувався     |
| ---------------------------------------------------------------- | ----- | -------------------------- | ------------------------------- |
| Країна-господарка                                                | 1     | Японія (JPN)               | Акіра Соне                      |
| Світовий кваліфікаційний рейтинг (станом на 28 червня 2021 року) | 18    | Куба (CUB)                 | Ідаліс Ортіс                    |
| Світовий кваліфікаційний рейтинг (станом на 28 червня 2021 року) | 18    | Азербайджан (AZE)          | Кіндзерська Ірина Миколаївна    |
| Світовий кваліфікаційний рейтинг (станом на 28 червня 2021 року) | 18    | Бразилія (BRA)             | Марія Альтеман                  |
| Світовий кваліфікаційний рейтинг (станом на 28 червня 2021 року) | 18    | Франція (FRA)              | Роман Дікко                     |
| Світовий кваліфікаційний рейтинг (станом на 28 червня 2021 року) | 18    | Туреччина (TUR)            | Кайра Саїт                      |
| Світовий кваліфікаційний рейтинг (станом на 28 червня 2021 року) | 18    | Білорусь (BLR)             | Марина Слуцька                  |
| Світовий кваліфікаційний рейтинг (станом на 28 червня 2021 року) | 18    | Туніс (TUN)                | Ніхель Шейх Руху                |
| Світовий кваліфікаційний рейтинг (станом на 28 червня 2021 року) | 18    | Португалія (POR)           | Рошеле Нунес                    |
| Світовий кваліфікаційний рейтинг (станом на 28 червня 2021 року) | 18    | Боснія і Герцеговина (BIH) | Лариса Церич                    |
| Світовий кваліфікаційний рейтинг (станом на 28 червня 2021 року) | 18    | Китай (CHN)                | Сюй Шиянь                       |
| Світовий кваліфікаційний рейтинг (станом на 28 червня 2021 року) | 18    | Камерун (CMR)              | Гортенс Ванесса Мбалла Атангана |
| Світовий кваліфікаційний рейтинг (станом на 28 червня 2021 року) | 18    | Україна (UKR)              | Каланіна Єлизавета Вікторівна   |
| Світовий кваліфікаційний рейтинг (станом на 28 червня 2021 року) | 18    | Південна Корея (KOR)       | Kim Ha-yun                      |
| Світовий кваліфікаційний рейтинг (станом на 28 червня 2021 року) | 18    | Нідерланди (NED)           | Тессі Савелкоулс                |
| Світовий кваліфікаційний рейтинг (станом на 28 червня 2021 року) | 18    | Ізраїль (ISR)              | Раз Гершко                      |
| Світовий кваліфікаційний рейтинг (станом на 28 червня 2021 року) | 18    | Пуерто-Рико (PUR)          | Мелісса Мохіка                  |
| Світовий кваліфікаційний рейтинг (станом на 28 червня 2021 року) | 18    | Словенія (SLO)             | Анамарі Веленшек                |
| Світовий кваліфікаційний рейтинг (станом на 28 червня 2021 року) | 18    | Німеччина (GER)            | Jasmin Grabowski                |
| Додаткові квоти (Європа)                                         | 3     | Литва (LTU)                | Сандра Яблонскіте               |
| Додаткові квоти (Європа)                                         | 3     | Велика Британія (GBR)      | Sarah Adlington                 |
| Додаткові квоти (Європа)                                         | 3     | Хорватія (CRO)             | Івана Маранич                   |
| Додаткові квоти (Африка)                                         | 1     | Алжир (ALG)                | Соня Асселах                    |
| Додаткові квоти (Америка)                                        | 2     | Тринідад і Тобаго (TRI)    | Ґабріелла Вуд                   |
| Додаткові квоти (Америка)                                        | 2     | Нікарагуа (NCA)            | Ізаяна Маренко                  |
| Додаткові квоти (Азія)                                           | —     | Н/Д                        | Н/Д                             |
| Додаткові квоти (Океанія)                                        | —     | Н/Д                        | Н/Д                             |
| Запрошення                                                       | 1     | США (USA)                  | Ніна Кутро-Келлі                |
| Загалом                                                          | 26    |                            |                                 |

## Континентальні квоти

### Африка
| Вага | НОК                | Дзюдоїст, що кваліфікувався | Очки |
| ---- | ------------------ | --------------------------- | ---- |
| -81  | Єгипет (EGY)       | Мохамед Абделааль           | 2631 |
| -73  | Алжир (ALG)        | Fehti Nourine               | 2262 |
| +100 | Сенегал (SEN)      | Мбагнік Ндіає               | 2035 |
| -73  | Гамбія (GAM)       | Файє Нджие                  | 1487 |
| -90  | Маврикій (MRI)     | Ремі Феє                    | 1279 |
| -73  | Джибуті (DJI)      | Аден-Александр Хуссейн      | 1105 |
| -66  | Замбія (ZAM)       | Стівен Мунганду             | 960  |
| -66  | Мозамбік (MOZ)     | Кевін Лофорт                | 807  |
| -81  | Гана (GHA)         | Кваджо Анані                | 506  |
| +100 | Лівія (LBA)        | Алі Омар                    | 460  |
| -66  | Нігер (NIG)        | Ісмаель Альхассане          | 381  |
| -73  | Буркіна-Фасо (BUR) | Лукас Діалло                | 353  |

| Вага | НОК                                 | Дзюдоїст, що кваліфікувався | Очки |
| ---- | ----------------------------------- | --------------------------- | ---- |
| -57  | Туніс (TUN)                         | Гофран Хеліфі               | 2362 |
| -52  | Гвінея-Бісау (GBS)                  | Тасіана Ліма                | 2249 |
| -52  | Марокко (MAR)                       | Сумія Ірауї                 | 2065 |
| -78  | Габон (GAB)                         | Сара-Міріам Мазус           | 1760 |
| -57  | Ангола (ANG)                        | Діассонема Мукунгуї         | 1657 |
| -57  | Кот-д'Івуар (CIV)                   | Зулейха Дабонне             | 1654 |
| -48  | ПАР (RSA)                           | Geronay Whitebooi           | 1536 |
| -78  | Демократична Республіка Конго (COD) | Марі Брансер                | 1290 |
| -70  | Камерун (CMR)                       | Аюк Отай Аррей Софіна       | 1213 |
| -63  | Кабо-Верде (CPV)                    | Сандрін Більє               | 878  |
| -70  | Чад (CHA)                           | Демос Мемнелум              | 779  |
| -63  | Мадагаскар (MAD)                    | Damiella Nomenjanahary      | 647  |

### Америка
| Вага | НОК                            | Дзюдоїст, що кваліфікувався | Очки |
| ---- | ------------------------------ | --------------------------- | ---- |
| -73  | Куба (CUB)                     | Магдіель Естрада            | 2649 |
| -90  | США (USA)                      | Колтон Браун                | 2453 |
| -90  | Домініканська Республіка (DOM) | Роберт Флорентіно           | 2312 |
| -81  | Пуерто-Рико (PUR)              | Адріан Ґандія               | 2134 |
| -73  | Бразилія (BRA)                 | Едуардо Барбоза             | 2096 |
| -66  | Перу (PER)                     | Хуан Постігос               | 1843 |
| -81  | Аргентина (ARG)                | Еммануель Лусенті           | 1383 |
| -60  | Гватемала (GUA)                | Хосе Рамос                  | 930  |
| -66  | Коста-Рика (CRC)               | Ян Санчо Чинчила            | 814  |
| -81  | Уругвай (URU)                  | Ален Апрахаміян             | 585  |

| Вага | НОК                     | Дзюдоїст, що кваліфікувався | Очки |
| ---- | ----------------------- | --------------------------- | ---- |
| -70  | Колумбія (COL)          | Юрі Альвеар                 | 2856 |
| -52  | Канада (CAN)            | Екатеріна Гуйке             | 2551 |
| -63  | Мексика (MEX)           | Пріска Авіті Алькарас       | 2227 |
| -48  | Чилі (CHI)              | Mary Dee Vargas             | 2102 |
| -63  | Еквадор (ECU)           | Естефанія Гарсія            | 1493 |
| -78  | Венесуела (VEN)         | Карен Леон                  | 1466 |
| -52  | Панама (PAN)            | Крістіне Хіменес            | 732  |
| -70  | Ямайка (JAM)            | Ебоні Дрісдейл Дейлі        | 578  |
| +78  | Тринідад і Тобаго (TTO) | Ґабріелла Вуд               | 268  |
| +78  | Нікарагуа (NCA)         | Ізаяна Маренко              | 187  |
| -52  | Гаїті (HAI)             | Сабіана Анестор             | 167  |
| -57  | Багамські Острови (BAH) | Cynthia Rahming             | 151  |

### Азія
| Вага | НОК                              | Дзюдоїст, що кваліфікувався | Очки |
| ---- | -------------------------------- | --------------------------- | ---- |
| -81  | Киргизстан (KGZ)                 | Володимир Золоєв            | 2380 |
| -81  | Казахстан (KAZ)                  | Дідар Хамза                 | 2222 |
| -100 | Пакистан (PAK)                   | Хусейн Шах                  | 1208 |
| -81  | Таджикистан (TJK)                | Акмаль Муродов              | 1060 |
| -100 | Об'єднані Арабські Емірати (UAE) | Іван Ремаренко              | 1028 |
| -73  | Саудівська Аравія (KSA)          | Sulaiman Hammad             | 818  |
| -66  | Катар (QAT)                      | Аюб Елідріссі               | 689  |
| -81  | Ліван (LBN)                      | Насіф Еліас                 | 646  |
| -73  | Йорданія (JOR)                   | Юніс Еяль Сіман             | 445  |
| -60  | Лаос (LAO)                       | Сітхісане Сукпхасай         | 318  |

| Вага | НОК                     | Дзюдоїст, що кваліфікувався | Очки |
| ---- | ----------------------- | --------------------------- | ---- |
| -70  | Південна Корея (KOR)    | Кім Сон Йон                 | 2794 |
| -63  | Південна Корея (KOR)    | Heeju Han                   | 2314 |
| -70  | Китай (CHN)             | Сунь Сяоцянь                | 1834 |
| -48  | Азербайджан (AZE)       | Айша Гурбанлі               | 1753 |
| -48  | Китайський Тайбей (TPE) | Chen-Hao Lin                | 1508 |
| -63  | Філіппіни (PHI)         | Кійомі Ватанабе             | 1496 |
| -52  | Туркменістан (TKM)      | Гульбадам Бабамуратова      | 1161 |
| -52  | Таїланд (THA)           | Качакорн Варасіха           | 1038 |
| -48  | Індія (IND)             | Шушила Деві Лікмабам        | 989  |
| -63  | Узбекистан (UZB)        | Фарангіз Ходжиєва           | 662  |
| -78  | Монголія (MGL)          | Munkhtsetseg Otgon          | 621  |

### Європа
| Вага | НОК             | Дзюдоїст, що кваліфікувався | Очки |
| ---- | --------------- | --------------------------- | ---- |
| -90  | Італія (ITA)    | Ніколас Мунгай              | 2875 |
| -90  | Ізраїль (ISR)   | Лі Кохман                   | 2837 |
| -73  | Франція (FRA)   | Гійом Шен                   | 2694 |
| -90  | Чехія (CZE)     | Давід Кламмерт              | 2528 |
| -90  | Україна (UKR)   | Ньябалі Кеджау Францискович | 2495 |
| -81  | Швеція (SWE)    | Робін Пасек                 | 2417 |
| -73  | Румунія (ROU)   | Александру Райку            | 2339 |
| -100 | Білорусь (BLR)  | Микита Свирид               | 2247 |
| -100 | Латвія (LAT)    | Євгеній Бородавко           | 2244 |
| -100 | Угорщина (HUN)  | Міклош Цирьєніч             | 2190 |
| -60  | Туреччина (TUR) | Міхрач Аккуш                | 2157 |
| -73  | Вірменія (ARM)  | Фердинанд Карапетян         | 2148 |
| -90  | Польща (POL)    | Пйотр Кучера                | 2103 |

| Вага | НОК               | Дзюдоїст, що кваліфікувався | Очки |
| ---- | ----------------- | --------------------------- | ---- |
| -70  | Греція (GRE)      | Елісавет Телціду            | 2842 |
| -70  | Італія (ITA)      | Аліче Белланді              | 2533 |
| -57  | Нідерланди (NED)  | Санне Верхаген              | 2337 |
| +78  | Німеччина (GER)   | Jasmin Grabowski            | 2326 |
| -57  | Австрія (AUT)     | Сабріна Фільцмозер          | 1985 |
| -63  | Сербія (SRB)      | Аня Обрадович               | 1872 |
| +78  | Литва (LTU)       | Sandra Jablonskyte          | 1825 |
| -52  | Грузія (GEO)      | Тетяна Левицька-Шуквані     | 1786 |
| -48  | Азербайджан (AZE) | Айша Гурбанлі               | 1753 |
| -63  | Іспанія (ESP)     | Крістіна Кабанья Перес      | 1712 |
| -63  | Данія (DEN)       | Lærke Olsen                 | 1688 |

### Океанія
| Вага | НОК             | Дзюдоїст, що кваліфікувався | Очки |
| ---- | --------------- | --------------------------- | ---- |
| -100 | Австралія (AUS) | Kayhan Ozcicek-Takagi       | 1792 |
| -100 | Фіджі (FIJ)     | Тевіта Такаяма              | 595  |
| -81  | Гуам (GUM)      | Джоштер Ендрю               | 278  |
| -81  | Самоа (SAM)     | Пеніаміна Персіваль         | 76   |
| -81  | Вануату (VAN)   | Гуґо Кумбо                  | 62   |

| Вага | НОК                     | Дзюдоїст, що кваліфікувався | Очки |
| ---- | ----------------------- | --------------------------- | ---- |
| -57  | Нова Зеландія (NZL)     | Justine Bishop              | 654  |
| -70  | Кірибаті (KIR)          | Кінауа Бірібо               | 10   |
| +78  | Папуа Нова Гвінея (PNG) | Marie Keneke                | 6    |

## Mixed team
In order to qualify for mixed team competition, an NOC had to have individual competitors in each of six groups of divisions: